# Seznam zápasů mongolské hokejové reprezentace
Seznam zápasů mongolské hokejové reprezentace.
| Datum      | Místo         | Událost                        | Soupeř                  | Výsledek                                  | Branky                                          |
| ---------- | ------------- | ------------------------------ | ----------------------- | ----------------------------------------- | ----------------------------------------------- |
| 31.1.1999  | Kanglŭng      | Asijské zimní hry 1999         | Jižní Korea             | 1:14 (1:6, 0:2, 0:6) základní skupina A   | ?                                               |
| 3.2.1999   | Kanglŭng      | Asijské zimní hry 1999         | Kazachstán              | 0:40 (0:7, 0:12, 0:21) základní skupina A |                                                 |
| 5.2.1999   | Kanglŭng      | Asijské zimní hry 1999         | Kuvajt                  | 5:4 (0:3, 4:0, 0:1, 1:0) zápas o 5. místo | ?                                               |
| 2.2.2003   | Aomori        | Asijské zimní hry 2003         | Kazachstán              | 1:25 (0:16, 0:6, 1:3) základní skupina B  | ?                                               |
| 3.2.2003   | Aomori        | Asijské zimní hry 2003         | Jižní Korea             | 1:23 (0:9, 0:8, 1:6) základní skupina B   | ?                                               |
| 5.2.2003   | Aomori        | Asijské zimní hry 2003         | Thajsko                 | 2:4 (1:1, 0:1, 1:2) zápas o 5. místo      | ?                                               |
| 15.4.2007  | Dundalk       | MS divize III 2007             | Irsko                   | 0:11 (0:2, 0:7, 0:2) základní skupina     |                                                 |
| 16.4.2007  | Dundalk       | MS divize III 2007             | Lucembursko             | 1:10 (0:4, 0:3, 1:3) základní skupina     | ?                                               |
| 18.4.2007  | Dundalk       | MS divize III 2007             | Jižní Afrika            | 1:14 (0:2, 1:5, 0:7) základní skupina     | ?                                               |
| 19.4.2007  | Dundalk       | MS divize III 2007             | Nový Zéland             | 1:10 (0:3, 0:2, 1:5) základní skupina     | ?                                               |
| 31.3.2008  | Kockelscheier | MS divize III 2008             | Severní Korea           | 0:17 (0:6, 0:5, 0:6) základní skupina     |                                                 |
| 1.4.2008   | Kockelscheier | MS divize III 2008             | Řecko                   | 4:10 (1:2, 1:5, 2:3) základní skupina     | ?                                               |
| 3.4.2008   | Kockelscheier | MS divize III 2008             | Turecko                 | 3:11 (1:5, 2:3, 0:3) základní skupina     | ?                                               |
| 5.4.2008   | Kockelscheier | MS divize III 2008             | Lucembursko             | 0:9 (0:1, 0:4, 0:4) základní skupina      |                                                 |
| 6.4.2008   | Kockelscheier | MS divize III 2008             | Jižní Afrika            | 4:12 (2:3, 1:5, 1:4) základní skupina     | ?                                               |
| 15.3.2009  | Abú Dhabí     | Challenge Cup of Asia 2009     | Malajsie                | 2:4 (?:?, ?:?, ?:?) základní skupina A    | ?                                               |
| 16.3.2009  | Abú Dhabí     | Challenge Cup of Asia 2009     | Indie                   | 10:0 (?:?, ?:?, ?:?) základní skupina A   | ?                                               |
| 17.3.2009  | Abú Dhabí     | Challenge Cup of Asia 2009     | Thajsko                 | 3:5 (?:?, ?:?, ?:?) základní skupina A    | ?                                               |
| 19.3.2009  | Abú Dhabí     | Challenge Cup of Asia 2009     | Macao                   | 4:1 (?:?, ?:?, ?:?) semifinále o 5. místo | ?                                               |
| 20.3.2009  | Abú Dhabí     | Challenge Cup of Asia 2009     | Singapur                | 5:1 (?:?, ?:?, ?:?) zápas o 5. místo      | ?                                               |
| 29.3.2010  | Tchaj-pej     | Challenge Cup of Asia 2010     | Spojené arabské emiráty | 0:1 (?:?, ?:?, ?:?) základní skupina A    |                                                 |
| 30.3.2010  | Tchaj-pej     | Challenge Cup of Asia 2010     | Tchaj-wan               | 0:7 (?:?, ?:?, ?:?) základní skupina A    |                                                 |
| 2.4.2010   | Tchaj-pej     | Challenge Cup of Asia 2010     | Hongkong                | 1:2 (?:?, ?:?, ?:?) základní skupina A    | ?                                               |
| 3.4.2010   | Tchaj-pej     | Challenge Cup of Asia 2010     | Kuvajt                  | 4:1 (?:?, ?:?, ?:?) semifinále o 5. místo | ?                                               |
| 4.4.2010   | Tchaj-pej     | Challenge Cup of Asia 2010     | Hongkong                | 2:5 (?:?, ?:?, ?:?) zápas o 5. místo      | ?                                               |
| 14.4.2010  | Jerevan       | MS divize III 2010             | Severní Korea           | 1:22 (0:7, 0:9, 1:6) základní skupina     | ?                                               |
| 15.4.2010  | Jerevan       | MS divize III 2010             | Jižní Afrika            | 1:12 (1:5, 0:6, 0:1) základní skupina     | ?                                               |
| 17.4.2010  | Jerevan       | MS divize III 2010             | Arménie                 | 0:15 (0:6, 0:5, 0:4) základní skupina     |                                                 |
| 18.4.2010  | Jerevan       | MS divize III 2010             | Jižní Afrika            | 3:8 (1:3, 2:1, 1:4) utkání o třetí místo  | ?                                               |
| 28.1.2011  | Nur-Sultan    | Asijské zimní hry 2011         | Kuvajt                  | 3:2 (1:0, 0:0, 2:2) první divize          | ?                                               |
| 31.1.2011  | Nur-Sultan    | Asijské zimní hry 2011         | Kyrgyzstán              | 3:13 (1:5, 0:6, 2:2) první divize         | ?                                               |
| 1.2.2011   | Nur-Sultan    | Asijské zimní hry 2011         | Bahrajn                 | 21:1 (4:1, 8:0, 9:0) první divize         | ?                                               |
| 2.2.2011   | Nur-Sultan    | Asijské zimní hry 2011         | Spojené arabské emiráty | 1:9 (0:0, 1:6, 0:3) první divize          | ?                                               |
| 4.2.2011   | Nur-Sultan    | Asijské zimní hry 2011         | Thajsko                 | 1:7 (1:1, 0:4, 0:2) první divize          | ?                                               |
| 5.2.2011   | Nur-Sultan    | Asijské zimní hry 2011         | Malajsie                | 6:5 (1:1, 3:4, 2:0) první divize          | ?                                               |
| 15.4.2012  | Erzurum       | MS divize III 2012             | Severní Korea           | 2:12 (1:2, 1:3, 0:7) základní skupina     | E. Altasan, M. Enchtur                          |
| 16.4.2012  | Erzurum       | MS divize III 2012             | Turecko                 | 0:10 (0:4, 0:2, 0:4) základní skupina     | ?                                               |
| 18.4.2012  | Erzurum       | MS divize III 2012             | Lucembursko             | 1:5 (1:4, 0:1, 0:0) základní skupina      | N. Ganbat                                       |
| 19.4.2012  | Erzurum       | MS divize III 2012             | Irsko                   | 4:8 (0:2, 1:2, 3:4) základní skupina      | N. Ganbat, M. Namjil, B. Purevdorj, G.-O. Cevén |
| 21.4.2012  | Erzurum       | MS divize III 2012             | Řecko                   | 1:4 (0:1, 1:1, 1:2) základní skupina      | T. Ganbold                                      |
| 14.10.2012 | Abú Dhabí     | MS kvalifikace divize III 2013 | Gruzie                  | 6:0 (1:0, 2:0, 3:0) základní skupina      | ?                                               |
| 15.10.2012 | Abú Dhabí     | MS kvalifikace divize III 2013 | Spojené arabské emiráty | 2:3 (0:1, 1:2, 1:0) základní skupina      | ?                                               |
| 17.10.2012 | Abú Dhabí     | MS kvalifikace divize III 2013 | Řecko                   | 2:5 (1:1, 1:1, 0:3) základní skupina      | ?                                               |
| 16.3.2013  | Bangkok       | Challenge Cup of Asia 2013     | Indie                   | 20:0 (5:0, 6:0, 9:0) základní skupina     | ?                                               |
| 18.3.2013  | Bangkok       | Challenge Cup of Asia 2013     | Macao                   | 6:1 (2:0, 3:1, 1:0) základní skupina      | ?                                               |
| 20.3.2013  | Bangkok       | Challenge Cup of Asia 2013     | Singapur                | 3:2 (0:1, 2:1, 1:0) základní skupina      | ?                                               |
| 21.3.2013  | Bangkok       | Challenge Cup of Asia 2013     | Hongkong                | 3:7 (0:2, 2:4, 1:1) základní skupina      | ?                                               |
| 22.3.2013  | Bangkok       | Challenge Cup of Asia 2013     | Thajsko                 | 5:4 (2:1, 1:2, 2:1) čtvrtfinále           | ?                                               |
| 23.3.2013  | Bangkok       | Challenge Cup of Asia 2013     | Hongkong                | 3:4 (0:2, 0:1, 3:1) semifinále            | ?                                               |
| 24.3.2013  | Bangkok       | Challenge Cup of Asia 2013     | Kuvajt                  | 11:0 (3:0, 2:0, 6:0) o 3. místo           | ?                                               |
| 16.3.2014  | Abú Dhabí     | Challenge Cup of Asia 2014     | Tchaj-wan               | 3:10 (2:4, 0:2, 1:4) top divize           | ?                                               |
| 17.3.2014  | Abú Dhabí     | Challenge Cup of Asia 2014     | Hongkong                | 9:2 (4:1, 1:1, 4:0) top divize            | ?                                               |
| 19.3.2014  | Abú Dhabí     | Challenge Cup of Asia 2014     | Kuvajt                  | 3:1 (0:0, 1:1, 2:0) top divize            | ?                                               |
| 20.3.2014  | Abú Dhabí     | Challenge Cup of Asia 2014     | Thajsko                 | 8:2 (2:1, 3:1, 3:0) top divize            | ?                                               |
| 22.3.2014  | Abú Dhabí     | Challenge Cup of Asia 2014     | Spojené arabské emiráty | 1:3 (0:1, 1:0, 0:2) top divize            | ?                                               |